# Ioánnis Andrianós
Ioánnis Andrianós (en grec Ιωάννης Ανδριανός), né le 16 mai 1959 à Néa Epídavros en Grèce, est un homme politique grec.

## Biographie
Aux élections législatives grecques de janvier 2015, il est élu député au Parlement grec sur la liste de Nouvelle Démocratie dans la circonscription de l'Argolide.